# 듀크 R. 리

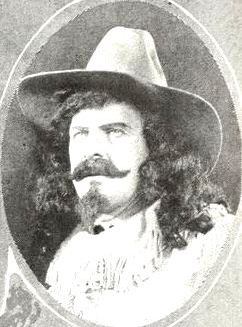

듀크 R. 리(Duke R. Lee, 1881년 5월 13일 ~ 1959년 4월 1일)는 미국의 배우, 영화배우이다.
버지니아주에서 태어났으며 로스앤젤레스에서 사망하였다.

## 영화
- 황야의 결투 (1946년)
- 돌아온 론 레인저 (1939년)
- 역마차 (1939년)
- 마리 앙투아네트 (1938년)
- 상어섬의 죄수 (1936년)
- 평원의 사나이 (1936년)
- 프리스트 판사 (1934년)
- 맨 오브 더 포레스트 (1933년)
- 더 하트 오브 브로드웨이 (1928년)
- 친구 사이 (1920년)
- 바이 인디언 포스트 (1919년)
- 헬 벤트 (1918년)
- 스트레이트 슈팅 (1917년)
- 영혼의 목자 (1917년)